# Macdunnoughia purissima

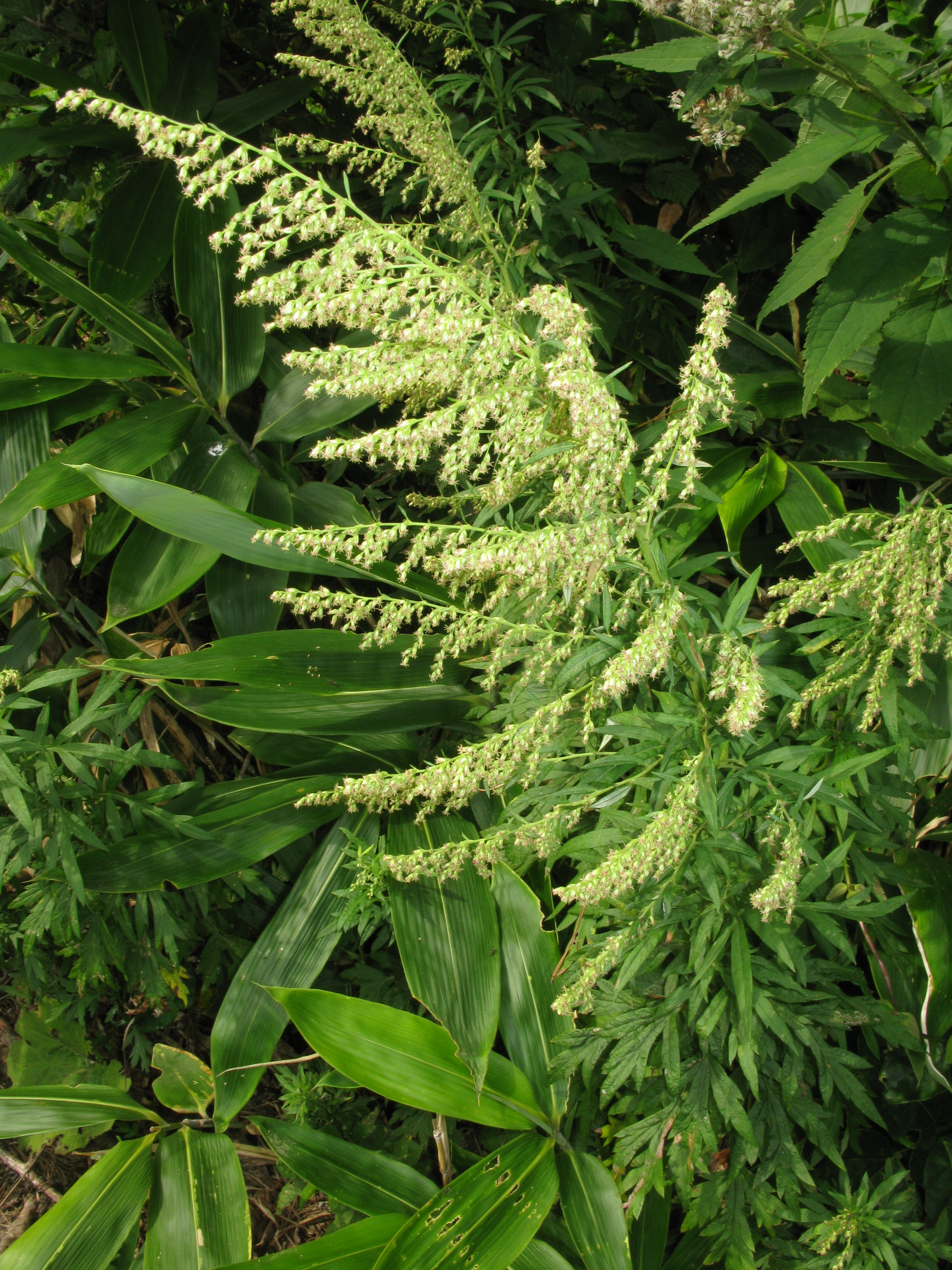
Japanischer Beifuß, die Nahrungspflanze der Raupen

Macdunnoughia purissima ist ein in Ostasien vorkommender Schmetterling (Nachtfalter) aus der Familie der Eulenfalter (Noctuidae).

## Merkmale

### Falter
Die Falter erreichen eine Flügelspannweite von 29 bis 32 Millimetern. Die Vorderflügeloberseite ist überwiegend grau gefärbt. Der Bereich im Mittelfeld zwischen der Medianader und dem Innenrand ist dunkelbraun und wird von sehr kräftigen, schwarzbraunen inneren und äußeren Querlinien begrenzt. Das silberweiß schimmernde Gamma-Zeichen ist meist in zwei ovale Tropfen geteilt. Die Hinterflügeloberseite ist graubraun gefärbt. Am Thorax der Falter befindet sich ein dichtes Haarbüschel. Der Hinterleib ist pelzig behaart und besitzt weitere kurze Haarbüschel.

### Ähnliche Arten
Macdunnoughia tetragona unterscheidet sich durch ein sehr dunkles, schwarzbraunes Mittelfeld.

## Verbreitung und Vorkommen
Das Verbreitungsgebiet von Macdunnoughia purissima erstreckt sich vom Südosten Russlands sowie durch den Osten Chinas bis nach Korea und Japan.  Die Art besiedelt bevorzugt hügelige Gebiete. In Shaanxi bewohnt sie Regionen in Höhen zwischen 400 und 2990 Metern.

## Lebensweise
Die Falter fliegen zwischen Juni und Oktober. Sie besuchen künstliche Lichtquellen. Die Raupen ernähren sich von dem in Japan als Yomogi bezeichneten Japanischen Beifuß (Artemisia princeps).